# Georg Wilhelm von der Goltz
Georg Wilhelm von der Goltz (* 22. Juni 1721 in Klausdorf; † 24. April 1767 in Thorn) war ein polnischer Generalleutnant und Diplomat.

## Leben

### Familie
Georg Wilhelm entstammte dem neumärkischen Adelsgeschlecht von der Goltz. Er war ein Enkel des kurbrandenburgischen Generalmajors und russischen Feldmarschallleutnants Heinrich von der Goltz und Sohn des polnischen Starosts Heinrich von der Goltz (1685–1765) und dessen Frau Hedwig Margarethe Dorpusch-Dorpowska († 1768).

### Laufbahn
Goltz trat zunächst in kursächsische Dienste, wo er zuletzt als Rittmeister bei der Garde du Corps stand. Mit seinem Wechsel in die polnische Kronarmee avancierte 1748 zum Oberst und 1750 zum Generalmajor, wurde schließlich Chef des Kronprinzenregiments zu Fuß. Im Jahr 1760 hatte er den russischen Alexander-Newski-Orden erhalten. Er nahm am Siebenjährigen Krieg teil und wurde 1763 zum Generalleutnant befördert.
Mit dem Frieden von Hubertusburg wurde er von August III. als Gesandter der Krone nach Berlin geschickt. Seine dortige Mission endete jedoch mit dem Tod des Königs im selben Jahr. Er begab sich darauf 1765 nach Paris, wo er einige Plantagen auf Saint Domingue erwarb und auch einen Sekretär dorthin entsandte.
Im März 1767 leitete er die Konföderation von Thorn, die Forderungen nach Religionsfreiheit für die Protestanten in Polen formulierte.
Kurz danach starb er, sein Nachfolger als Führer der Konföderation wurde sein Bruder August, der Generalmajor und Starost von Graudenz war.
Goltz war Erbherr auf Klausdorf, Selm und Schloppe, zudem Starost von Tolkemit und Tuchel.

### Ehe und Nachkommen
Goltz vermählte sich 1744 mit Anna Elisabeth Rosine (Anna) Torche de La Serre (1724–1790), Tochter des kursächsisch-polnischen Generalleutnants Franz Torche de La Serre († vor 1755) und der Eleonore von Wast († 1738). Aus der Ehe gingen zwei Söhne und drei Töchter hervor:
- Johann George von der Goltz († 1767)
- Henriette Wilhelmine Elisabeth von der Goltz (* 1749) ⚭ 1769 Christian Friedrich Wilhelm von der Osten gen. Sacken (1741–1793), preußischer Landrat
- Anna Eleonore Magdalena von der Goltz (* 1753) ⚭ Christian Bernhard von Sydow (1736–1794)
- August Wilhelm Ludwig von der Goltz (1754–1822)

⚭ I. 1778 Elisabeth Juliane Eleonore von Zastrow
⚭ II. NN von Scholten (1762–1802)
- Marie Friederike Josepha von der Goltz (1761–1822) ⚭ 1779 Leopold Konrad von der Goltz († 1813)